# (5062) Glennmiller
(5062) Glennmiller ist ein Asteroid des Hauptgürtels, der am 6. Februar 1989 von der US-amerikanischen Astronomin Eleanor Helin am Palomar-Observatorium (IAU-Code 675) in Kalifornien entdeckt wurde.
Der Asteroid wurde nach dem US-amerikanischen Jazz-Posaunisten, Bandleader, Komponisten und Arrangeur Glenn Miller (1904–1944) benannt, dessen Name bis heute mit den Jazz-Melodien Moonlight Serenade und In the Mood verbunden ist.